# Święci i żołnierze: Credo spadochroniarza
Święci i żołnierze: Credo spadochroniarza (ang. Saints and Soldiers: Airborne Creed) – amerykański film wojenny z 2012 roku wyreżyserowany przez Ryana Little’a. Wyprodukowany przez Purdie Distribution.
Premiera filmu miała miejsce 17 sierpnia 2012 roku w Stanach Zjednoczonych.

## Fabuła
Akcja filmu rozgrywa się w dniu 15 sierpnia 1944 roku. Oddział amerykańskich spadochroniarzy rozpoczyna misję w okupowanej Francji. Curtis (Jasen Wade), Rossi (Corbin Allred) i Jones (David Nibley) pomagają znajdującym się w rozpaczliwym położeniu członkom francuskiego ruchu oporu.

## Obsada
Źródło: Filmweb i IMDb
- Corbin Allred – kpr. James Rossi, żołnierz 517 Pułku Spadochronowego
- Jasen Wade – kpr. Harland "Bud" Curtis, żołnierz 517 Pułku Spadochronowego
- David Nibley – sierż. Caleb Jones, żołnierz 517 Pułku Spadochronowego
- Virginie Fourtina Anderson – Emilie, bojowniczka Ruchu Oporu
- Lincoln Hoppe – ppor. Erich Neumann, niemiecki oficer
- Lance Otto – partyzant Jacques
- Ivan R. Bird – partyzant Jean
- Brenden Whitney – niemiecki sierżant
- Scotty Meek – kpt. Edwards
- Curt Doussett – por. Woodward, niemiecki agent
- Rick Macy – partyzant Antoine
- Calvin Harrison z szer. Stewart – niemiecki agent
- Erich Cannon – partyzant Gustave

i inni.